# Christian Weber (Politiker, 1946)

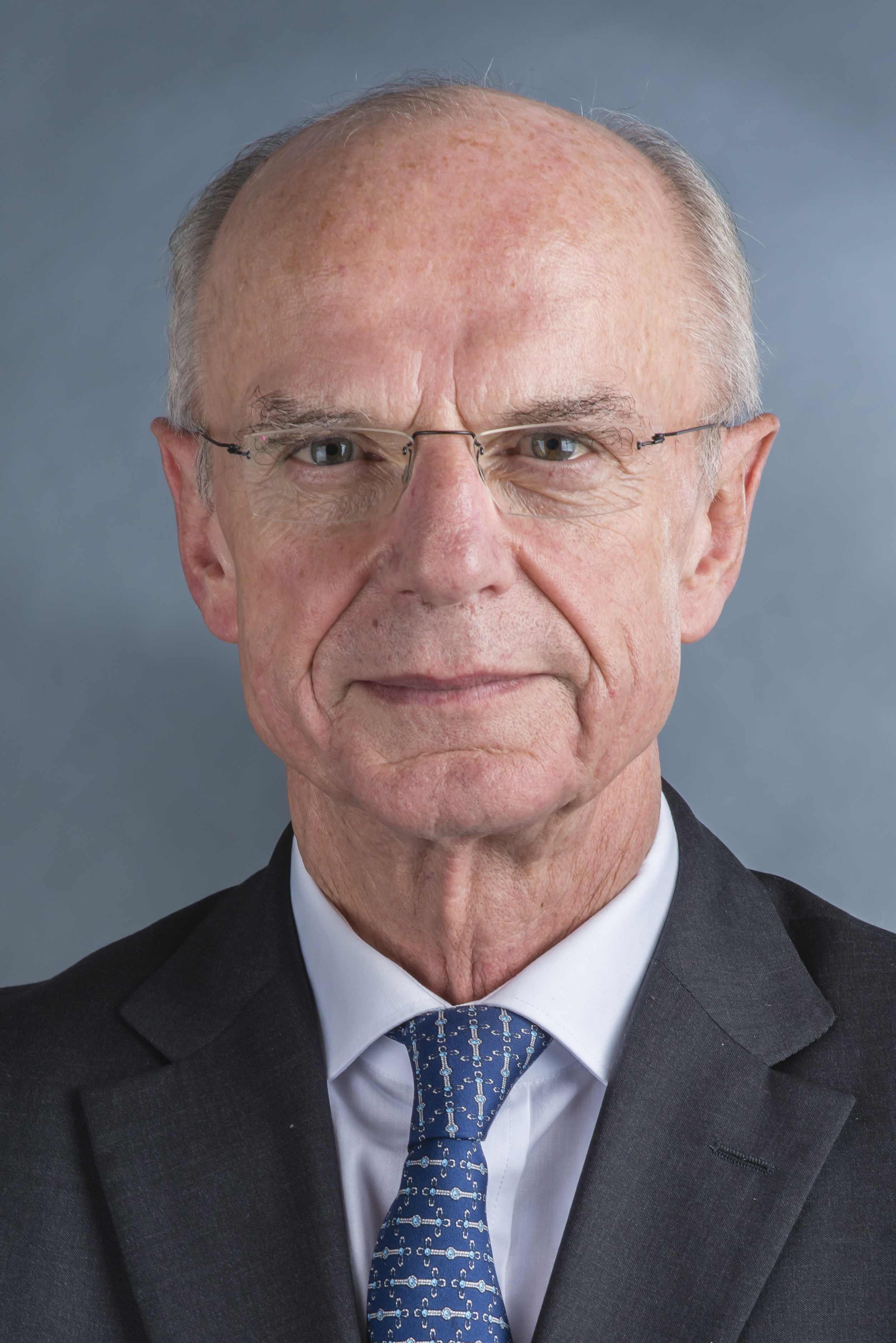
Christian Weber, 2015

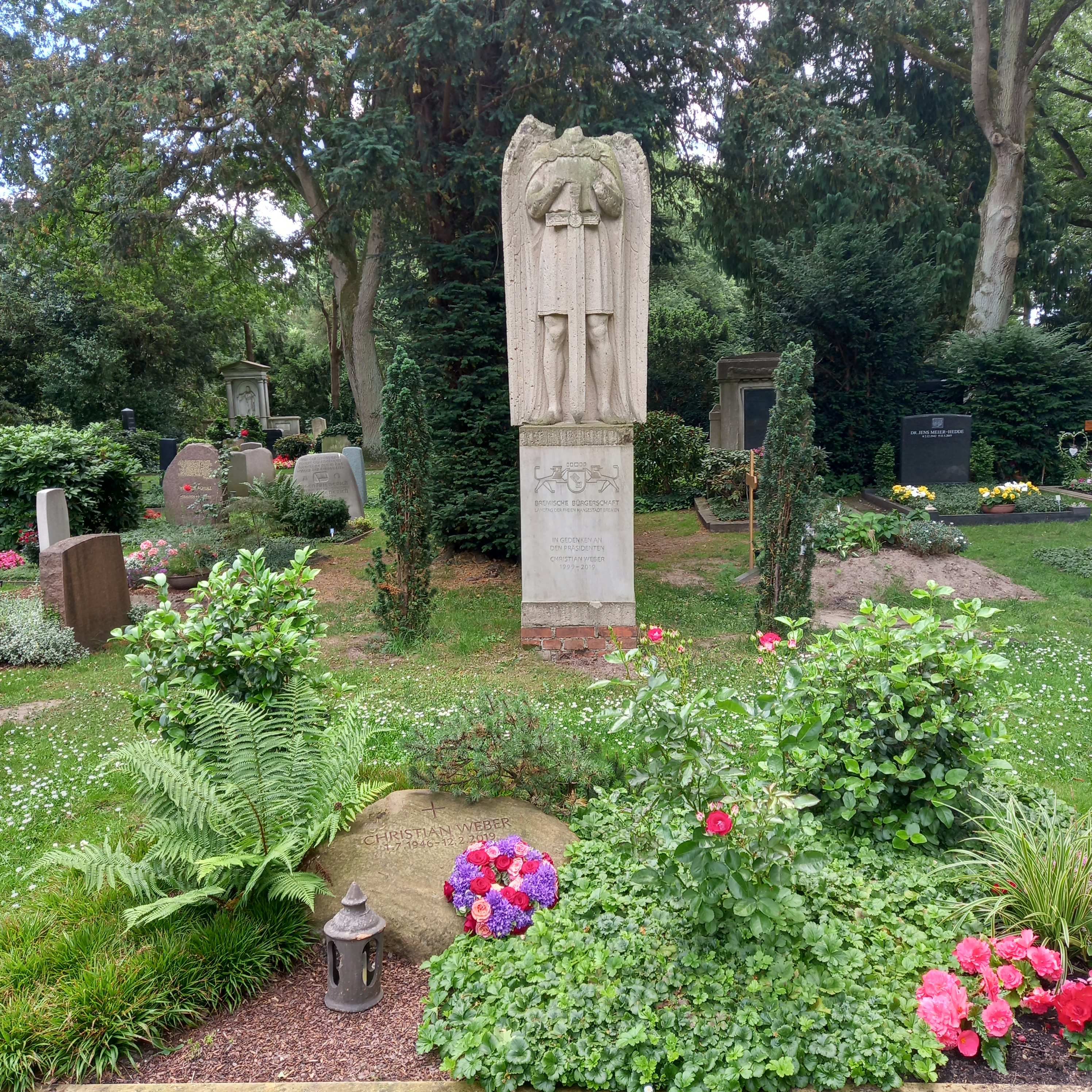
Das Grab von Christian Weber auf dem Riensberger Friedhof in Bremen

Christian Weber (* 1. Juli 1946 in Krobsdorf in Schlesien; † 12. Februar 2019 in Bremen) war ein deutscher Politiker (SPD). Von 1999 bis zu seinem Tod war er Präsident der Bürgerschaft der Freien Hansestadt Bremen.

## Biografie

### Familie, Ausbildung und Beruf
Christian Weber wurde als fünftes Kind seiner Eltern, Marta und Erich Weber, in Krobsdorf in Schlesien geboren. Wenige Wochen nach seiner Geburt wurde die Familie durch polnische Truppen aus dem damals zum Deutschen Reich gehörenden Gebiet vertrieben und kam in Ossendorf, einem Stadtteil von Warburg, in Ostwestfalen unter. Hier verbrachte Christian Weber den größten Teil seiner Kindheit, besuchte die Grund- und Realschule, und absolvierte die zweijährige Höhere Handelsschule.
Nach Abschluss der Handelsschule im März 1967 leistete Christian Weber von April 1967 bis Oktober 1968 seinen Grundwehrdienst am Bundeswehrstandort Rheine in Westfalen. Im Anschluss begann er seine Ausbildung zum Bankkaufmann bei der Commerzbank in Düsseldorf. Danach holte er über den Zweiten Bildungsweg das Abitur nach. Von 1973 bis 1979 studierte Christian Weber in Göttingen und Bremen Lehramt für die Sekundarstufe II mit der Fächerkombination Geschichte, Geographie und Sozialkunde. Im Jahr 1983 übernahm er im Verein Jugendwerkstätten Bremen sowie bei der Ausbildungswerkstatt Bremen GmbH die Geschäftsführung, die er bis Mitte der 1990er Jahre innehatte.
Weber starb nach langer Krankheit im Alter von 72 Jahren in Bremen. Er wurde nach einem Staatsakt im Bremer Dom auf dem Riensberger Friedhof beerdigt.

### Politik
Christian Weber war seit 1972 Mitglied der SPD. 1977 wurde er in den Vorstand des SPD-Ortsvereins Hastedt gewählt, und von 1986 bis 1990 führte er dort den Vorsitz. In den Jahren 1978 bis 1990 gehörte er dem Beirat Hemelingen an. In diese Zeit fiel unter anderem die Ansiedlung des Mercedes-Benz-Werks im Hemelinger Ortsteil Sebaldsbrück. Von 1979 bis 1990 war er Sprecher des Beirats. Von 1983 bis 1990 war er zudem Sprecher des Gesamtbeirats für Bremen.
Seit dem 10. September 1990 war er Abgeordneter der Bremischen Bürgerschaft. Von 1995 bis 1999 war er Vorsitzender der SPD-Fraktion. Am 7. Juli 1999 übernahm er als Nachfolger von Reinhard Metz (CDU) das Amt des Präsidenten der Bremischen Bürgerschaft, das er bis zu seinem Tod innehatte.
Als Bürgerschaftspräsident öffnete Christian Weber das Parlamentsgebäude für Besucher. Seitdem werden regelmäßige Führungen angeboten und das Haus steht außerhalb der Plenarsitzungen für Veranstaltungen zur Verfügung. So ist das Haus der Bürgerschaft beispielsweise feste Spielstätte des Bremer Musikfestes.
Als Bürgerschaftspräsident setzte sich Christian Weber für die Aussöhnung mit Israel und Polen ein, hauptsächlich im Rahmen der Städtepartnerschaften mit Haifa und Danzig. Zwischen Bremen und Haifa gibt es auf Webers Bestreben einen jährlichen Schüleraustausch, den „Student Exchange Bremen Haifa“. Zudem besuchte der Vorstand der Bremischen Bürgerschaft Haifa in regelmäßigen Abständen. Im Rahmen seiner Aussöhnungspolitik führte Weber 2014 eine Delegationsreise nach Murat in Frankreich an, um sich für die von der Wehrmacht während des Zweiten Weltkriegs verübten Taten zu entschuldigen. 120 Einwohner Murats waren 1944 nach Deutschland deportiert worden, um in Bremen-Farge den U-Boot-Bunker Valentin zu errichten.
Als Angebot für Jugendliche etablierte Weber das Politplanspiel „Jugend im Parlament“, das seit 2006 alle zwei Jahre stattfindet und Jugendliche zwischen 14 und 18 Jahren für eine Woche die Rollen der Abgeordneten übernehmen lässt.
Im karitativen Bereich übernahm Weber 2003 den Vorsitz der von seinem Vor-Vorgänger Dieter Klink gegründeten Wilhelm Kaisen Bürgerhilfe. Neben dem Haus der Bürgerschaft wurde eine unterirdische Sammelbüchse, das sogenannte Bremer Loch installiert. Die Erlöse werden jährlich von der Wilhelm Kaisen Bürgerhilfe an verschiedene karitative Organisationen in Bremen verteilt.
Weber geriet unter anderem in die Kritik bei der Besetzung der Direktorenstelle der Bremischen Bürgerschaft. 2007 wollte Weber die ehemalige Sozialsenatorin Karin Röpke (SPD) zur Direktorin ernennen, die im Zusammenhang mit dem „Fall Kevin“ zurückgetreten war. Zuvor hatte er den bisherigen Direktor Rainer Oellerich vorzeitig in den Ruhestand versetzen lassen. Wegen einer Konkurrentenklage blieb die Funktion zunächst unbesetzt, bevor 2009 Karl-Heinz Hage neuer Direktor wurde. Nach gut zwei Jahren wurde Hage wiederum vorzeitig entlassen. Nachdem die Neubesetzung an einer Konkurrentenklage gescheitert war, blieb die Stelle erneut mehrere Jahre unbesetzt. Im Sommer 2016 wurde der damalige Chef des Bremer Landesamtes für Verfassungsschutz, Hans-Joachim von Wachter, zum neuen Direktor bei der Bremischen Bürgerschaft ernannt.
Christian Weber gehörte dem Vorstand der Bremischen Bürgerschaft und dem Haushalts- und Finanzausschuss (Land und Stadt) an. Außerdem war er Vorsitzender des Verfassungs- und Geschäftsordnungsausschusses sowie stellvertretendes Mitglied im Controlling-Ausschuss.

### Weitere Ämter und Mitgliedschaften
Christian Weber war Mitglied folgender Institutionen:
- Wilhelm Kaisen Bürgerhilfe (Vorsitzender)
- Bremer Turnverband (Präsident)
- Günter-Grass-Stiftung (Vorstand)[14]
- Landesverband der Gartenfreunde Bremen (Ehrenmitglied)
- Verein Bürgerhaus Hemelingen
- Arbeiter-Samariter-Bund
- Deutsches Rotes Kreuz
- Deutsch-Polnische Gesellschaft der Bundesrepublik Deutschland
- Deutsch-Israelische Gesellschaft
- Förderverein Arberger Mühle (Vorsitzender)
- Verein „Nachbarschaftshaus Helene Kaisen“[15] (Mitglied im ersten Stiftungsrat)
- Arbeiterwohlfahrt
- Schütting-Stiftung (Vorsitzender des Stiftungsrats)[16]